# 兴平路街道
兴平路街道，是中华人民共和国甘肃省白银市平川区下辖的一个乡镇级行政单位。

## 行政区划
兴平路街道下辖以下地区：
陶瓷社区、新建社区、育才社区、兴平社区、德政社区和广场社区。